# قباله هرمسی

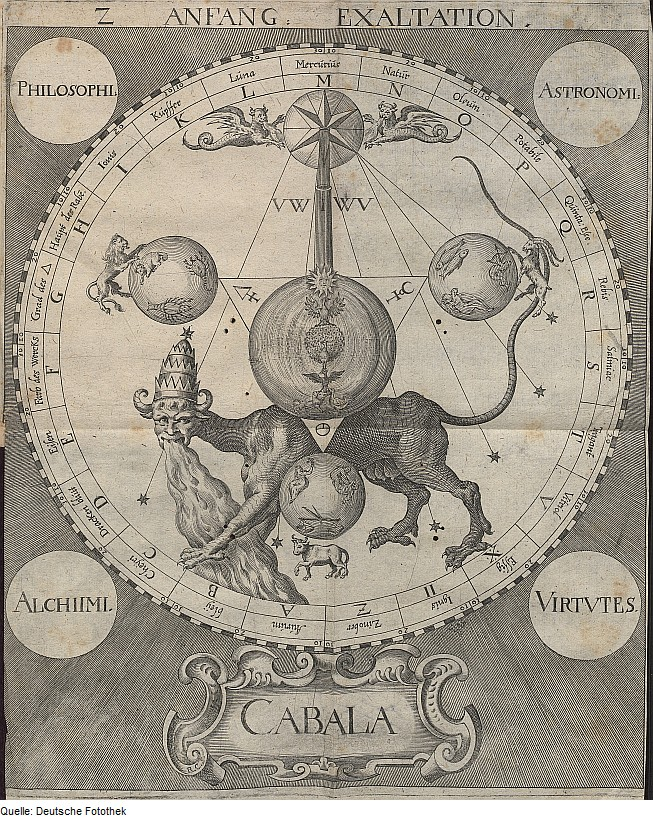
ترکیب قبالا، کیمیا، تئوسوفی در نقاشی قرن ۱۷ آلمانی

درخت زندگی و نور الهی از بالا به پایین

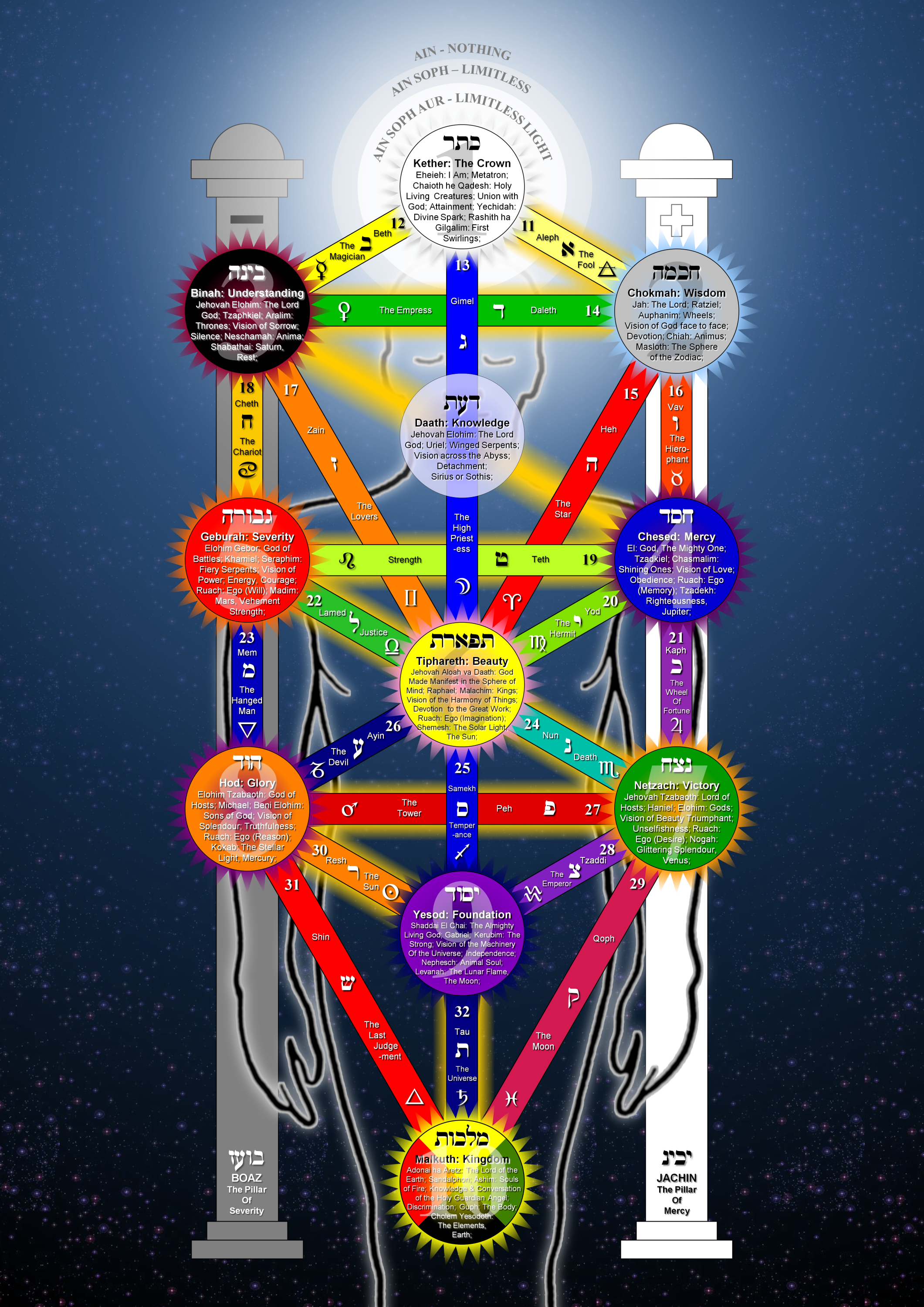
ارتباط درخت زندگی و بدن انسان

قباله هرمسی (به انگلیسی: Hermetic Qabalah) (از عبری קַבָּלָה به معنای دریافت کردن یا حسابرسی)، دانشی عرفانی و مرتبط با علوم خفیه در دنیای غرب است. این دانش زیرساخت اصلی سازمان‌های مخفی نظیر پگاه زرین، سازمان‌های تلمایی، سازندگان آدیتوم، انجمن رز-صلیب، و پیش زمینه جنبشهای نوپاگان، ویکا و نوعصر است. قبالای هرمسی مرتبط با کلیپات و مسیر دست چپ و راست می‌باشد.
قبالای هرمسی در دوره رنسانس توسط مسیحیان کابالیست گسترش یافت و سپس پیش زمینه قبالای مسیحی و غیر مسیحی شد. تأثیر اصلی آن از بسیاری زمینه‌ها مانند کابالای یهودی، اخترشناسی غربی، کیمیا، دینهای پاگان، مخصوصاً دین مصر قدیم و یونان قدیم، نوافلاطونی، نوسیس، زبان انوشی جان دی و ادوارد کلی، هرمسی، رز-صلیبی، فراماسونری، تانترا و تاروت گرفته شده است. قبالای هرمسی با کابالای یهودی متفاوت است زیرا دیدگاه‌های بسیار زیاد و متفاوتی در آن تأثیرگذار بوده‌اند. ولیکن بسیاری اصول آن با کابالای یهودی یکسان است.

## معانی

### الهیت
در قباله هرمسی ذات الهی با ذات الهی در دینهای ابراهیمی بسیار متفاوت است و تفاوت مشخصی بین خداوند و مردم وجود ندارد. قبالای هرمسی مانند کابالا اعتقاد دارد که دنیا در چندین مرحله توسط انرژی بالاترین قسمت خدا ایجاد شده است و تمامی دنیا قسمتی از خداست. این چندین مرحله مانند کابالای یهودی با اولین مرحله به نام هیچ بودن عین (عبری: אין)، مرحله دوم عین سوف (عبری:אין סוף به معنی بدون حد و بینهایت) و مرحله سوم عین سوف اور (عبری: אין סוף אור نور بی‌انتها) آغاز می‌شود.

### سفیروت‌ها ودرخت زندگی
در قباله هرمسی مانند کابالای یهودی، نور عین سوف از بالا توسط چندین ظرف به نام سفیروت به دنیای مادی منتقل می‌شود. این نمودار مانند کابالای یهودی، درخت زندگی نام دارد. در هر مرحله نور عین سوف به یک سفیروت می‌رسد و پس از پر کردن آن به سفیروت بعدی سرازیر می‌شود. این سفیروتها به ترتیب عبارتند از: کتر، حکما، بینا، دعات، حسد، گبورا، تیفرت، نتزاچ، هود، یسود، ملکوت. دعات دارای عدد مانند سفیروت‌های دیگر نیست و سفیروت مخفی درنظر گرفته می‌شود.

### تاروت
قباله هرمسی تاروت را به عنوان کلید درخت زندگی می‌بیند. ۲۲ کارت تاروت با ۲۲ حرف عبری و ۲۲ مسیر بین سفیروتها در درخت زندگی مرتبط هستند. راه‌های بین این سفیروتها راه‌های شناخت خدا هستند.

## تاریخچه
قباله هرمسی مانند کابالای یهودی دارای نقطه شروع مشخصی نیست. گرشوم شولم تاریخ‌دان یهودی اعتقاد دارد بسیاری دیدگاه‌های قبالای هرمسی از دیدگاه‌های نوسیس گرفته شده است.

### رنسانس
شروع قباله هرمسی مدرن در دنیای غرب به قرن ۱۵ و زمان رنسانس بازمی‌گردد. در این زمان جیوانی پیکو دلا میراندولا دیدگاهی مطرح کرد که ترکیبی از دیدگاه‌های نوافلاطونی، ارسطویی، هرمسی و کابالایی بود. هاینریش کورنلیوس آگریپا که یک ساحر، کیمیاگر، اخترشناس آلمانی بود در کتاب معروف خود «سه کتاب فلسفه علوم خفیه» از کابالا در سحر غربی استفاده کرده است. دیدگاه‌های او در سحر دوره رنسانس بسیار مؤثر بودند. دیدگاه‌های پیکو، توسط آتاناسیوس کیرشر دنبال شدند که آلمان‌های نظیر فلسفه مصر باستان را نیز به‌آن اضافه کرد.

### عصر روشنفکری
بعد از این‌که فلسفه هرمسی توسط کلیسا رد شد تبدیل به فعالیتی زیرزمینی شد و سازمان‌های مخفی هرمسی شکل گرفتند. با شروع عصر روشنفکری و رد کردن بسیاری دکترین‌های دینی، قبالای هرمسی گسترش یافت. قبالای هرمسی بر خلاف کابالای یهودی که قسمت سحرآمیز خود را سانسور می‌کند کاملاً با سحر عجین شده است.

### سدۀ نوزدهم
در دوره رومانیسیسم سازمان‌های مخفی دوباره شکوفا شدند. کتاب مجوس نوشته فرانسیس برت در سال ۱۸۰۱ راهنمای رایج سحر آیینی در این زمان بود. الیفاس لوی نیز در گسترش سحر برای خواندن ارواح و فرشتگان نقش داشت. الیفاس لوی جزو اولین کسانی بود که ارتباط بین حروف عبری و کارت‌های تاروت را برقرار کرد و دنیای کابالای یهودی را به قبالای هرمسی پیوند داد. نوشتارهای لوی تأثیر زیادی بر سازمان مخفی پگاه زرین داشت.

### سازمان هرمسی پگاه زرین
قبالای هرمسی توسط سازمان هرمسی پگاه زرین گسترش زیادی یافت. پگاه زرین بسیاری ایده‌های مختلف نظیر فلسفه مصری و یونانی را با سفیروت‌ها و درخت زندگی پیوند داد. پگاه زرین به سیستم انوشی جان دی و ادوارد کلی نیز علاقه داشت و تأثیرهای زیادی از سیستم‌های ماسونی و رز-صلیبی گرفته بود. آلیستر کراولی که قبل از ایجاد سیستم تلما در پگاه زرین عضو بود تأثیر زیادی در قبالای هرمسی داشت. کتاب معروف او لیبر ۷۷۷ نشان‌دهنده این تأثیرهای هرمسی است.

### بعد از پگاه زرین
بسیاری از آیین‌های سحرآمیز پگاه زرین توسط آلیستر کراولی به چاپ رسیدند. اسرائیل ریگاردی نوشتارهای زیادی در این زمینه دارد.